# Umoonasaurus
 Umoonasaurus  ist eine Gattung der Pliosaurier (Pliosauridae), ausgestorbenen diapsiden Reptilien aus der Unterkreide des südlichen Australiens. Die einzige bekannte Art ist Umoonasaurus demoscyllus, von der ein fast vollständiges und zu etwa 85 Prozent opalisiertes Skelett sowie mehrere Teilskelette gefunden wurden. Das Opalskelett stellt zugleich das am vollständigsten opalisierte Skelett eines Wirbeltieres dar, das weltweit bekannt ist.

## Merkmale
Umoonasaurus war ein relativ kleiner Pliosaurier mit einer Körperlänge von etwa 2,5 Metern. Das herausragende Merkmal gegenüber anderen Plesiosauriern ist die Existenz eines Knochenkamms entlang der Mittellinie des Schädels sowie eines Knochenkamm-Paares über den Augen.
Anders als andere Rhomaleosauridae waren bei dieser Gattung einige typische Merkmale der im Jura lebenden Vertreter der Gruppe nicht ausgebildet. Dazu zählen der große Kopf und der kurze Hals sowie die Neigung zum Gigantismus, also zur Entwicklung von Riesenformen, wie dies bei dem etwa sieben Meter langen Rhomaleosaurus der Fall war.

## Paläoökologie
Umoonasaurus lebte gemeinsam mit weiteren Plesoisauriern und einigen Ichthyosauriern in einem Kaltgewässer, das saisonal durch Temperaturen nahe dem Gefrierpunkt gekennzeichnet war. Dies steht in starkem Kontrast zu den Klimabedingungen, die rezente aquatische Reptilien vertragen. Die Formen müssen entsprechend an diese Bedingungen angepasst gewesen sein, etwa durch spezialisierte physiologische Mechanismen wie Endothermie oder Verhaltensstrategien wie saisonale Wanderungen. Umoonasaurus war zudem offensichtlich endemisch im Bereich des Bulldog-Schiefers (Bulldog shale) im heutigen Südaustralien.

## Taxonomie und Systematik
Das opalisierte Skelett wurde 1987 von einem Minenarbeiter in Coober Pedy im Eromanga-Becken (der ehemaligen Eromanga-See) gefunden und an den Opalhändler Andrew Cody in Melbourne verkauft, der es zuerst in seiner privaten Sammlung behielt. 1993 wurde das Skelett vom Australian Museum in Sydney gekauft. Dort wird es unter dem Spitznamen ‚Eric‘ ausgestellt. Die Erstbeschreibung der Art erfolgte erst im Jahr 2006 durch die australischen Paläontologen Benjamin P. Kear und Kollegen in den Biology letters. Die Erstbeschreibung erfolgte dabei auf der Basis des beschriebenen Skeletts (Australian Museum F99374) als Holotypus, einem weiteren, ebenfalls opalisierten ausgewachsenen Individuum im South Australian Museum (P23841), einem dritten Skelett aus der Region Curdimurka (P31050) und einem Jungtier aus der Region Neales River. Alle Fundorte liegen dabei im Bulldog-Schiefer im nördlichen South Australia, die dem Unteren Aptium bis Unteren Albium zugeordnet werden.
Umoonasaurus wird trotz seines relativ jungen Alters von etwa 115 Millionen Jahren den frühen und ursprünglichen Pliosauriern (Pliosauroidea) zugerechnet. Dabei wird angenommen, dass es sich sowohl um den ursprünglichsten wie auch den am längsten überlebenden Vertreter der Rhomaleosauridae handelt.
Der Gattungsname Umoonasaurus setzt sich zusammen aus den Worten Umoona, das in der Aborigines-Sprache Antakirinja das Gebiet um den Fundort Coober Pedy bezeichnet, sowie dem griechischen sauros (σαῦρος) für „Echse“. Der Artname demoscyllus besteht aus dem griechischen Demos (δῆμος) für „Volk“ oder „Gemeinde“ und Skylla (Σκύλλα), dem Namen eines Meeresungeheuers aus der griechischen Mythologie.

## Belege
1. 1 2 3 4 5 6 7  Benjamin P. Kear, Natalie I. Schroeder, Michael S. Y. Lee: An archaic crested plesiosaur in opal from the Lower Cretaceous high-latitude deposits of Australia. In: Biology letters. Band 2, Nummer 4, Dezember 2006, S. 615–619, doi:10.1098/rsbl.2006.0504, PMID 17148303, PMC 1833998 (freier Volltext).
2. ↑  Even a ferocioss pliosaur becomes a real gem in time. The Age, 9. April 1987.
3. ↑  Omoonasaurus demoscyllus auf der Homepage des Australien Museum.